# Þórsnes-Thing

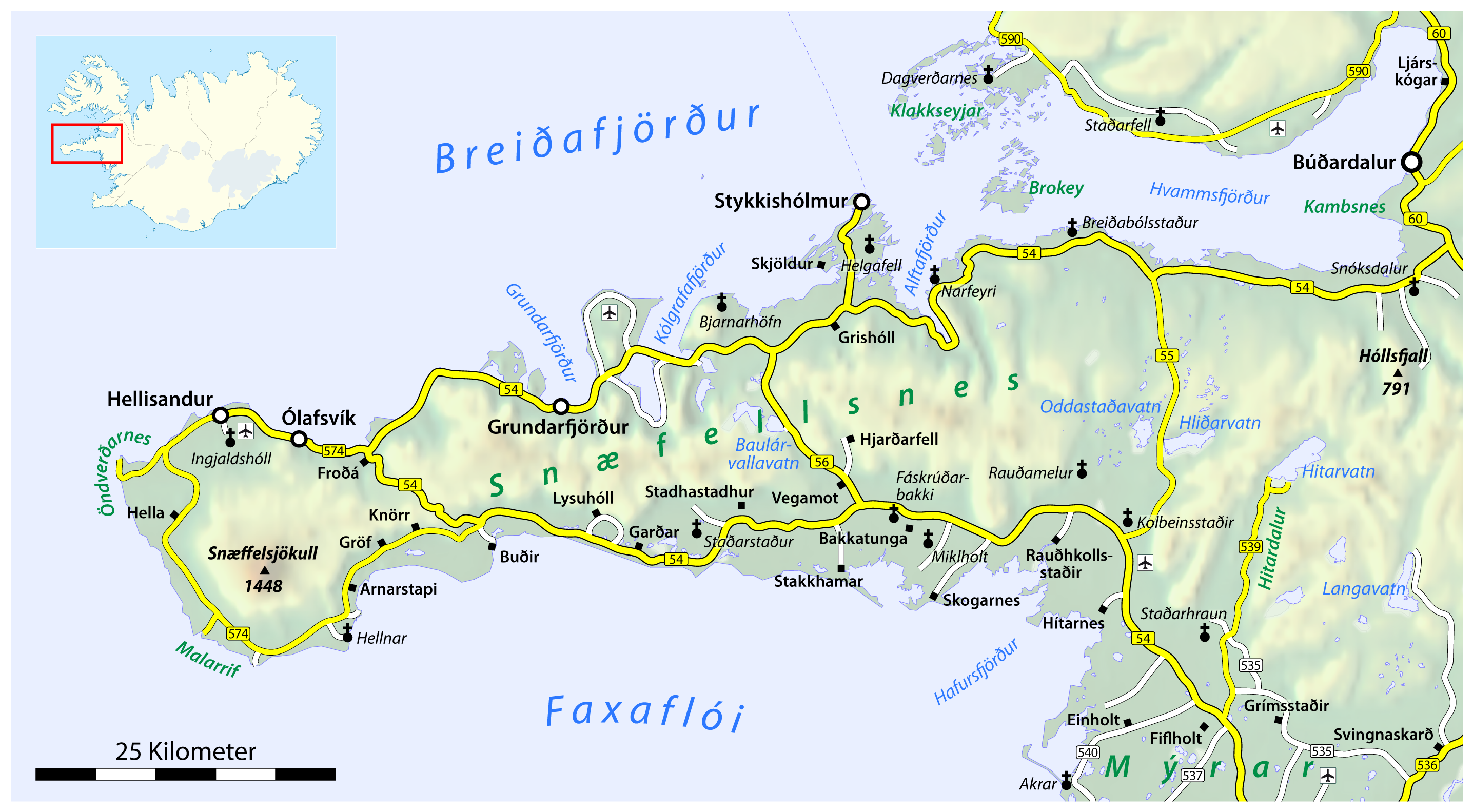
Karte der Halbinsel Snæfellsnes

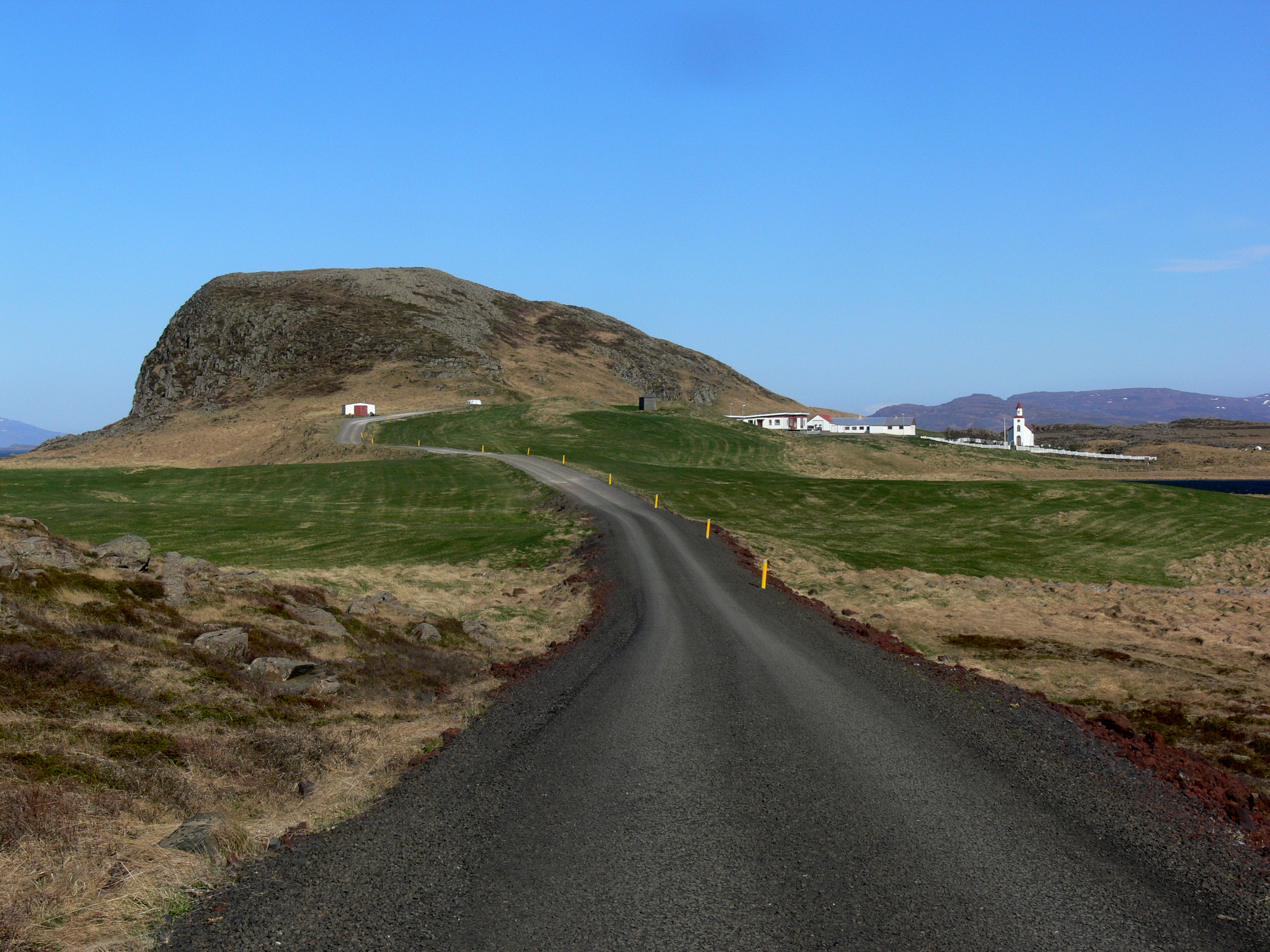
Der Helgafell

Das Þórsnes-Thing war ein regionales Thing in Island. Das Bezirksthing wurde in Þórsnes auf der Halbinsel Snæfellsnes abgehalten.
Das Thing wurde von Þórólv Mostring gegründet. Þórólv war 884 von Norwegen nach Island ausgewandert und siedelte am Breiðafjörður. Das Land nannte er als großer Verehrer des Gottes Thor Þórsnes (= Thors Landspitze). Einen der dortigen Berge nannte er Helgafell (Heiliger Berg) und bestimmte ihn zum Thingplatz. Von diesen Geschehnissen berichtet die Øyrbyggja saga aus dem Anfang des 13. Jahrhunderts.

## Isländer Sagas
Rechtsstreitigkeiten auf diesem Thing werden in Isländer-Sagas überliefert. So ist der Streit von Illugi Svarti mit Þorgrimm Kjallksson und seinen Söhnen in der Saga von Gunnlaug Schlangenzunge und in der Saga von den Leuten auf Eyr überliefert.